# Lurte
Lurte ('allau' en aragonès) és un grup musical de folk metal procedent d'Aragó. La seva música es basa en la utilització d'instruments tradicionals aragonesos de vent, com a gaita de boto, dolçaina, trompa de Ribargorça o chiflo, units a una potent percussió, a un violí guerrer i a un mestre pirotècnic, fan que Lurte sigui un referent dels grups de folk metal espanyols.
Fundat en 2003 durant aquests anys han tret 5 discos.
Els seus ritmes, la seva força i el seu esperit evoca les batalles almogàvers, exèrcit de mercenaris al servei del Rei d'Aragó, fonamentalment, o de qui millor pagués, que van lliurar nombroses batalles entre els segles XI i XIV. Els almogàvers d'aquell temps mantenien vives les tradicions celtíberes unint la força del guerrer i l'amor a la mare terra.
Al 2013, en plena gira del seu disc Neopatria, compten amb la col·laboració del violinista Alberto Navas, que va formar part estable de la formació al cap de poc temps.
En el seu últim disc, Lurte grava al costat de grans artistes espanyols, com Bieto Romero de Luar Na Lubre o Fernando Ponce de León antic membre de Mägo de Oz.
Han estat nominats en diverses ocasions als Premis de la Música Aragonesa.

## Discografia
- 2006 Dispierta Fierro. Gravat en Lunanueva Estudis.
- 2008 Deus Lo Bol. Gravat en Lunanueva Estudis.
- 2010 Biellas Esferras. Recopilatori.
- 2011 Neopatria. Gravat en Lunanueva Estudis.
- 2013 Última Frontera. Gravat en Lunanueva Estudis. Direcció i producció musical Lurte.